# Coppa FIA piloti Super 1600 2001

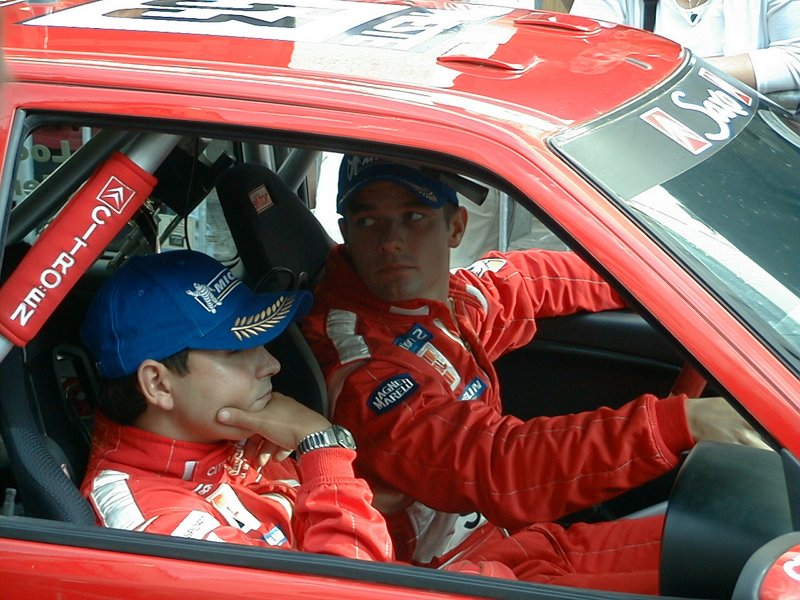
Sébastien Loeb, vincitore del titolo piloti, e il suo copilota Daniel Elena durante il Rally di Finlandia

La stagione 2001 del Junior World Rally Championship, chiamata ufficialmente FIA Super 1600 Cup for Drivers (Coppa FIA piloti Super 1600), è stata la prima edizione della serie di supporto al campionato del mondo rally dedicata ai giovani piloti; è iniziata il 23 marzo con il Rally di Catalogna e si è conclusa il 25 novembre con il Rally di Gran Bretagna.

## Riepilogo

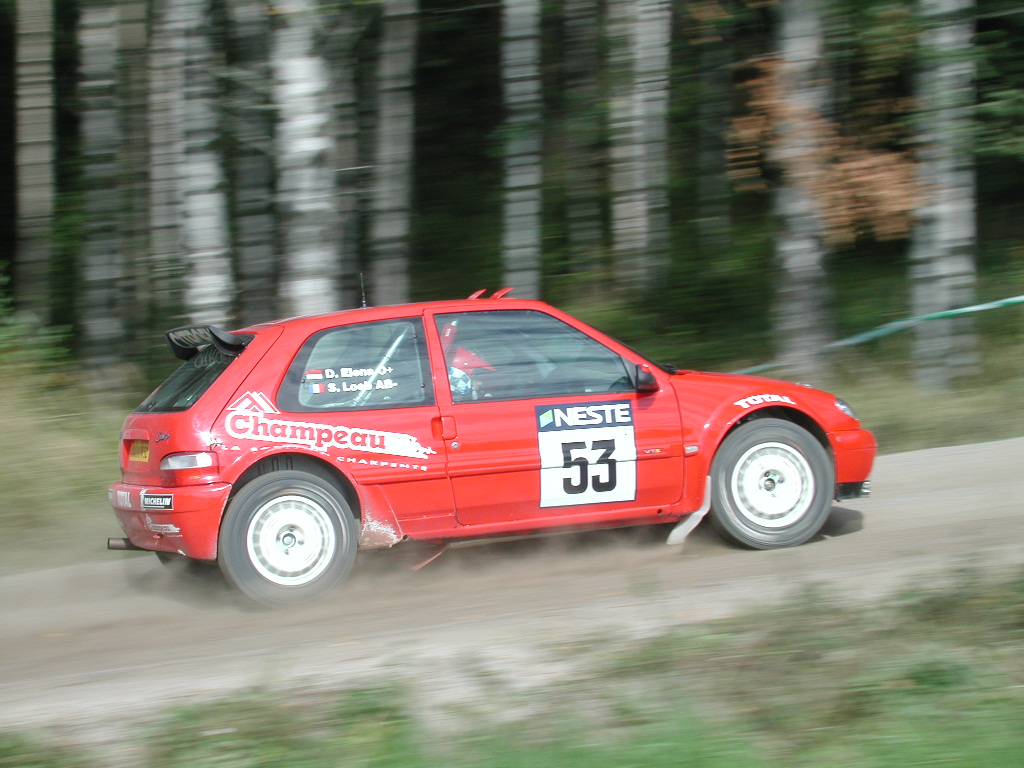
Sébastien Loeb su Citroën Saxo S1600 in gara durante il Rally di Finlandia

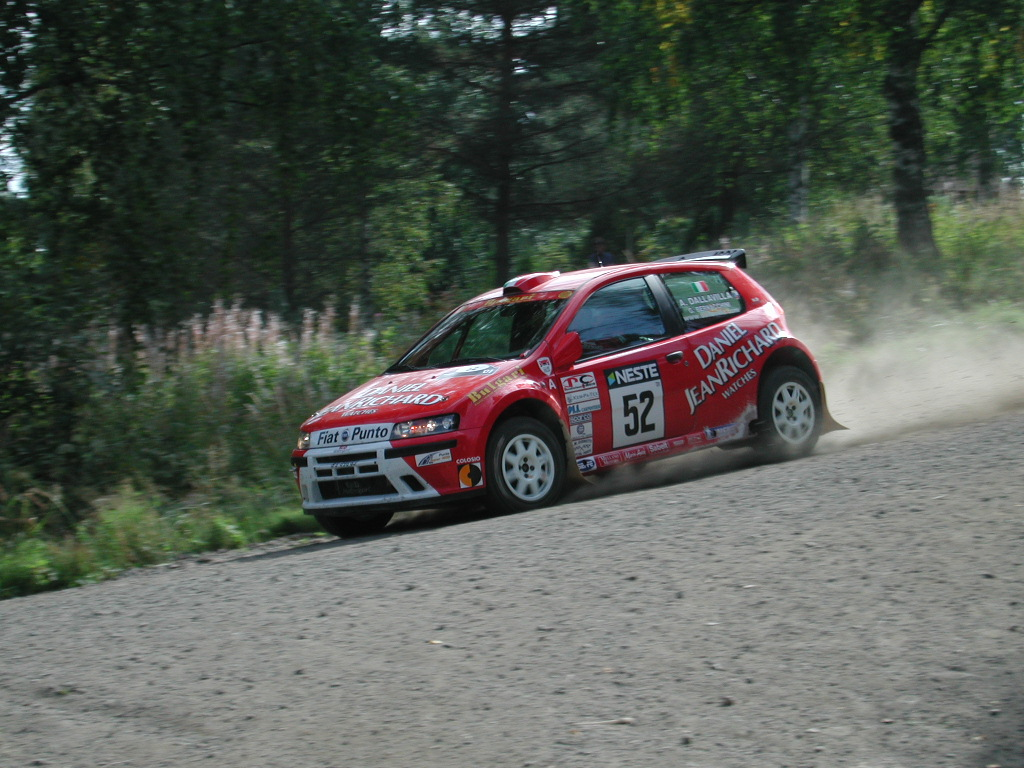
Andrea Dallavilla, giunto secondo in classifica generale, in gara durante il Rally di Finlandia

Il campionato venne istituito a supporto della stagione 2001 del campionato del mondo rally e assegnava il trofeo ai piloti che si cimentavano nella neonata classe Super 1600; l'obbiettivo della nuova serie era di incoraggiare i giovani piloti a partecipare agli eventi del mondiale ma effettivamente non vi erano limitazioni di età per potervi prendere parte. Il campionato si sviluppò su sei appuntamenti predefiniti (Spagna, Grecia, Finlandia, Italia, Francia e Gran Bretagna), tutti obbligatori al fine di non incorrere in eventuali penalità da parte della FIA. Le vetture impiegate erano dotate di un motore da 1600 cm³ a trazione anteriore e dovevano avere un costo massimo di 100000 $.
Il titolo venne vinto dal francese Sébastien Loeb alla guida di una Citroën Saxo S1600, affiancato dal copilota monegasco Daniel Elena, il quale conquistò l'alloro della neonata categoria in Corsica nella penultima gara stagionale; al secondo posto in classifica generale, a 20 lunghezze di distacco dal vincitore, si piazzò l'italiano Andrea Dallavilla al volante di una Fiat Punto S1600, seguito dall'britannico Niall McShea, terzo su Ford Puma S1600 a 18 punti dal secondo. Loeb vinse inoltre tutte e cinque le gare cui prese parte e nell'unica in cui non si iscrisse nella classe S1600, il rally di Sanremo, fu al volante di una Citroën Xsara WRC ufficiale e si piazzò al secondo posto assoluto. 

## Calendario
| Tappa | Data           | Rally                                                 | Sede                          | Superficie |
| ----- | -------------- | ----------------------------------------------------- | ----------------------------- | ---------- |
| 1     | 23-25 marzo    | 37º Rallye Catalunya - Costa Brava - Rallye de España | Lloret de Mar, Catalogna      | Asfalto    |
| 2     | 15-17 giugno   | 48th Acropolis Rally                                  | Itea, Grecia Centrale         | Sterrato   |
| 3     | 24-26 agosto   | 51st Neste Rally Finland                              | Jyväskylä, Finlandia centrale | Sterrato   |
| 4     | 5-7 ottobre    | 43º Rallye Sanremo - Rallye d'Italia                  | Sanremo, Liguria              | Asfalto    |
| 5     | 19-21 ottobre  | 45ème Tour de Corse - Rallye de France                | Ajaccio, Corsica              | Asfalto    |
| 6     | 22-25 novembre | 57th Network Q Rally of Great Britain                 | Cardiff, Galles               | Sterrato   |

## Iscritti
| Costruttori | Auto               | Squadre              | Nº | Piloti             | Copiloti               | Gare     |
| ----------- | ------------------ | -------------------- | -- | ------------------ | ---------------------- | -------- |
| Citroën     | Citroën Saxo S1600 | -                    | 53 | Sébastien Loeb     | Daniel Elena           | 1–3, 5–6 |
| Citroën     | Citroën Saxo S1600 | -                    | 55 | Niall McShea       | Michael Orr            | 3–6      |
| Citroën     | Citroën Saxo S1600 | -                    | 60 | Cyril Henny        | Aurore Brand           | 1–2      |
| Citroën     | Citroën Saxo S1600 | Saladin Rallying     | 72 | Saladin Mazlan     | Timothy Sturla         | 6        |
| FIAT        | Fiat Punto S1600   | Top Run SRL          | 50 | Manfred Stohl      | Ilka Minor             | 1–2, 4–6 |
| FIAT        | Fiat Punto S1600   | Top Run SRL          | 50 | Manfred Stohl      | Peter Müller           | 3        |
| FIAT        | Fiat Punto S1600   | Top Run SRL          | 56 | Giandomenico Basso | Flavio Guglielmini     | Tutte    |
| FIAT        | Fiat Punto S1600   | -                    | 52 | Andrea Dallavilla  | Danilo Fappani         | 1        |
| FIAT        | Fiat Punto S1600   | -                    | 52 | Andrea Dallavilla  | Massimo Chiapponi      | 2        |
| FIAT        | Fiat Punto S1600   | -                    | 52 | Andrea Dallavilla  | Giovanni Bernacchini   | 3–6      |
| FIAT        | Fiat Punto S1600   | Pronto Racing        | 58 | Sergio Vallejo     | Diego Vallejo          | Tutte    |
| FIAT        | Fiat Punto S1600   | Pronto Racing        | 67 | Albert Llovera     | Marc Corral            | Tutte    |
| FIAT        | Fiat Punto S1600   | -                    | 64 | Massimo Macaluso   | Antonio Celot          | Tutte    |
| FIAT        | Fiat Punto S1600   | -                    | 68 | Massimo Ceccato    | Mitia Dotta            | 1–3, 5–6 |
| FIAT        | Fiat Punto S1600   | Hawk Racing Club Srl | 68 | Massimo Ceccato    | Mitia Dotta            | 4        |
| FIAT        | Fiat Punto S1600   | Hawk Racing Club Srl | 73 | Christian Chemin   | Simone Scattolin       | 4        |
| FIAT        | Fiat Punto S1600   | -                    | 73 | Christian Chemin   | Matteo Alberto Bacchin | 1–3, 5–6 |
| FIAT        | Fiat Punto S1600   | Saladin Rallying     | 72 | Saladin Mazlan     | Timothy Sturla         | 1        |
| Ford        | Ford Puma S1600    | Ford Motor Co Ltd    | 51 | Patrick Magaud     | Guylène Brun           | Tutte    |
| Ford        | Ford Puma S1600    | -                    | 55 | Niall McShea       | Michael Orr            | 1–2      |
| Ford        | Ford Puma S1600    | -                    | 59 | Benoît Rousselot   | Gilles Mondésir        | Tutte    |
| Ford        | Ford Puma S1600    | -                    | 63 | Martin Stenshorne  | Clive Jenkins          | Tutte    |
| Ford        | Ford Puma S1600    | -                    | 65 | Alejandro Galanti  | Daniel Muzio           | 1        |
| Ford        | Ford Puma S1600    | -                    | 65 | Alejandro Galanti  | Fernando Zuleta        | 2–3      |
| Ford        | Ford Puma S1600    | -                    | 65 | Alejandro Galanti  | Xavier Amigó           | 4–6      |
| Ford        | Ford Puma S1600    | -                    | 71 | François Duval     | Jean-Marc Fortin       | Tutte    |
| Ford        | Ford Puma S1600    | Saladin Rallying     | 72 | Saladin Mazlan     | Timothy Sturla         | 2–5      |
| Peugeot     | Peugeot 206 S1600  | -                    | 54 | Larry Cols         | Yasmine Gerard         | 1–5      |
| Peugeot     | Peugeot 206 S1600  | -                    | 54 | Larry Cols         | Dany Colebunders       | 6        |
| Peugeot     | Peugeot 206 S1600  | -                    | 57 | Cédric Robert      | Gérald Bedon           | 6        |
| Peugeot     | Peugeot 206 S1600  | -                    | 57 | Cédric Robert      | Marie-Pierre Billoux   | 2–5      |
| Peugeot     | Peugeot 206 S1600  | Team Gamma           | 57 | Cédric Robert      | Marie-Pierre Billoux   | 1        |
| Peugeot     | Peugeot 206 S1600  | Team Gamma           | 69 | Nicolas Bernardi   | Delphine Bernardi      | 1        |
| Peugeot     | Peugeot 206 S1600  | -                    | 69 | Nicolas Bernardi   | Delphine Bernardi      | 2, 4–5   |
| Peugeot     | Peugeot 206 S1600  | -                    | 69 | Nicolas Bernardi   | Jean-Claude Grau       | 3        |
| Peugeot     | Peugeot 206 S1600  | -                    | 69 | Nicolas Bernardi   | Bruno Brissart         | 6        |
| Peugeot     | Peugeot 206 S1600  | -                    | 61 | Corrado Fontana    | Renzo Casazza          | Tutte    |
| Peugeot     | Peugeot 206 S1600  | -                    | 62 | Jussi Välimäki     | Jakke Honkanen         | Tutte    |
| Fonti:      |                    |                      |    |                    |                        |          |

Legenda: Nº = Numero di gara.

## Risultati e statistiche
| Gara | Nome rally                                                                      | Vincitori | Vincitori                              | Vincitori                    | Vincitori | Statistiche | Statistiche           | Statistiche | Statistiche | Statistiche |
| Gara | Nome rally                                                                      | Nº        | Pilota e copilota                      | Squadra                      | Tempo     | Speciali    | Lunghezza             | Partiti     | Arrivati    |             |
| ---- | ------------------------------------------------------------------------------- | --------- | -------------------------------------- | ---------------------------- | --------- | ----------- | --------------------- | ----------- | ----------- | ----------- |
| 1    | 37º Rallye Catalunya - Costa Brava - Rallye de España (23-25 marzo) — Resoconto | 53        | Sébastien Loeb Daniel Elena            | privato (Citroën Saxo S1600) | 4h00'18"6 | (18) 17     | (383,18 km) 347,29 km | 22          | 7           |             |
| 2    | 48th Acropolis Rally (15-17 giugno) — Resoconto                                 | 53        | Sébastien Loeb Daniel Elena            | privato (Citroën Saxo S1600) | 4h19'01"9 | (20) 19     | (387,41 km) 356,01 km | 22          | 8           |             |
| 3    | 51st Neste Rally Finland (24-26 agosto) — Resoconto                             | 53        | Sébastien Loeb Daniel Elena            | privato (Citroën Saxo S1600) | 3h49'19"6 | 21          | 406,38 km             | 21          | 7           |             |
| 4    | 43º Rallye Sanremo - Rallye d'Italia (5-7 ottobre) — Resoconto                  | 52        | Andrea Dallavilla Giovanni Bernacchini | privato (Fiat Punto S1600)   | 4h24'14"8 | 20          | 368,12 km             | 20          | 12          |             |
| 5    | 45ème Tour de Corse - Rallye de France (19-21 ottobre) — Resoconto              | 53        | Sébastien Loeb Daniel Elena            | privato (Citroën Saxo S1600) | 4h16'16"4 | (16) 15     | (394,04 km) 366,40 km | 20          | 13          |             |
| 6    | 57th Network Q Rally of Great Britain (22-25 novembre) — Resoconto              | 53        | Sébastien Loeb Daniel Elena            | privato (Citroën Saxo S1600) | 3h50'37"3 | (17) 16     | (380,86 km) 354,60 km | 21          | 8           |             |

Legenda: Nº = Numero di gara.

## Classifica

### Punteggio
Il sistema di punteggio era lo stesso del campionato principale. A parità di punteggio, nella classifica prevale chi ha ottenuto il miglior risultato e/o il maggior numero di essi.
| Posizione finale | 1ª | 2ª | 3ª | 4ª | 5ª | 6ª |
| Punti            | 10 | 6  | 4  | 3  | 2  | 1  |

### Classifica piloti
| Pos. | Pilota             | CAT | ACR | FIN | SAN | TOU | GBR | Punti |
| ---- | ------------------ | --- | --- | --- | --- | --- | --- | ----- |
| 1    | Sébastien Loeb     | 1   | 1   | 1   |     | 1   | 1   | 50    |
| 2    | Andrea Dallavilla  | 5   | 2   | 2   | 1   | 2   | Rit | 30    |
| 3    | Niall McShea       | Rit | Rit | Rit | 4   | 4   | 2   | 12    |
| 4    | Larry Cols         | Rit | Rit | 4   | 3   | 11  | 3   | 11    |
| 5    | Giandomenico Basso | 2   | Rit | Rit | Rit | 3   | Rit | 10    |
| 6    | Martin Stenshorne  | 4   | 3   | Rit | 8   | 6   | Rit | 8     |
| 7    | François Duval     | Rit | Rit | Rit | 2   | Rit | Rit | 6     |
| 8    | Corrado Fontana    | 3   | Rit | 5   | 7   | Rit | Rit | 6     |
| 9    | Jussi Välimäki     | Rit | 7   | 3   | Rit | 12  | Rit | 4     |
| 10   | Alejandro Galanti  | Rit | Rit | 6   | 12  | 10  | 4   | 4     |
| 11   | Patrick Magaud     | Rit | 5   | Rit | 5   |     | Rit | 4     |
| 12   | Cédric Robert      | 7   | 4   | Rit | Rit | Rit | Rit | 3     |
| 13   | Sergio Vallejo     | Rit | Rit | Rit | 6   | 5   | Rit | 3     |
| 14   | Saladin Mazlan     | Rit | 8   | Rit | 11  | Rit | 5   | 2     |
| 15   | Massimo Ceccato    | Rit | 6   | Rit | Rit | 9   | 6   | 2     |
| 16   | Christian Chemin   | 6   | Rit | Rit | Rit | Rit | 8   | 1     |
| Pos. | Pilota             | CAT | ACR | FIN | SAN | TOU | GBR | Punti |

| Colore  | Risultato                |
| ------- | ------------------------ |
| Oro     | Vincitore                |
| Argento | 2º posto                 |
| Bronzo  | 3º posto                 |
| Verde   | Finito a punti           |
| Blu     | Finito senza punti       |
| Blu     | Non classificato (NC)    |
| Viola   | Ritirato (Rit)           |
| Nero    | Squalificato (SQ)        |
| Nero    | Escluso (ES)             |
| Bianco  | Non ha gareggiato        |
| Bianco  | Iscrizione ritirata (WD) |
| Bianco  | Non partito (NP)         |
| Bianco  | Gara cancellata (C)      |